# J'ai 10 ans
Ne doit pas être confondu avec les œuvres d'Alain Souchon, l'album J'ai dix ans et la chanson J'ai dix ans.
Albums de Aldebert
Enfantillages Les meilleurs amis
J'ai 10 ans est le septième album d'Aldebert sorti le 11 octobre 2010. Il s'agit majoritairement de reprises de ses propres chansons dans un genre différent comme le genre manouche, electro, dub ou même quelques chansons en live. 

## Liste des pistes
1. Les Larmes de crocodile
2. Jaloux
3. Le Placard à balais
4. Saint' Nitouche (version manouche)
5. L'Homme-songe (version manouche)
6. Rentrée des classes (version manouche)
7. Valses des maîtresses (version manouche)
8. Dis-moi dimanche (version manouche)
9. Le Manège (version live)
10. La Méthode couette (version live)
11. Indélébile (version live)
12. La Dame aux camel lights (version live)
13. La Plage (version live)
14. Carpe Diem (version live)
15. Le Deux-Cinq
16. L'Inventaire (version electro)
17. On ne peut rien faire quand on est petit (version dub)
18. Présentation de l'équipe (chanson cachée)
19. Jolie Karine (chanson cachée)